# Contemporary R&B
Contemporary R&B (někdy se zjednodušeně nazývá R&B, česky Současné R&B nebo také RnB) je moderní verze původního žánru ze čtyřicátých let.

## Historie
Současné R&B se definuje jako hudba, která vznikla na počátku osmdesátých let, kdy se zkombinoval soul, rock, funk, hip hop, post-disco, jazz a pop dohromady. Současné R&B definuje elektronická struktura, hip hopově inspirovaný rytmus a jemné vokály. Někdy se v takové písni příležitostně vyskytne i rockově orientovaný kytarový riff (dodává skladbě rockový element) či saxofonové sólo (dodává písni smooth jazzovou atmosféru). Smooth jazz byl prvkem moderního R&B do roku 1995.
V současnosti proběhla také fúze stylů hip hop, moderního R&B a neo-soulu, což umožnilo vznik hip hop soulu.

## Hudebníci
V současnosti je stále populární hudba soulově orientovaného R&B, mezi takové autory patří například Stevie Wonder, Whitney Houston a Mariah Carey.
Ostatní:
- Michael Jackson
- The Whispers
- Aretha Franklin
- The Black Eyed Peas
- Rihanna
- Mary J. Blige
- Mariah Carey
- Janet Jacksonová
- Whitney Houston
- Beyoncé
- The Weeknd